# Papež Benedikt IX.
Papež Benedikt IX. (latinsko Papa Benedictus Nonus) rojen kot Teofilakt pl. Tuskulski (latinsko Theophylactus Tusculanus; italijansko Teofilatto dei Conti di Tuscolo), je bil italijanski škof, kardinal in papež, * junij 1012, Rim (Papeška država, Sveto rimsko cesarstvo), † med 18. septembrom 1055 ter 9. januarjem 1056)  Grottaferrata (Papeška država, Sveto rimsko cesarstvo; danes: Italija). 

Papež je bil v treh obdobjih: 
1. 21. oktober 1032 - september 1044;
2. 10. marec 1045 (drugič) - 1. maj 1045;
3. 8. november 1047 - 16. julij 1048 (tretjič) - ko je bil odstavljen in poslan v samostan Grottaferrata; tam je tudi umrl.

## Življenjepis

### Izvor in vzpon
Benedikt je bil sin Alberika III, tuskulskega grofa, in je bil nečak papežev Benedikta VIII. in Janeza XIX.. Bil je tudi pranečak papeža Janeza XII.; njegova mati je bila Hermelina (Ermelina).
 
Ni gotov datum njegovega rojstva, kakor tudi ne vrstni red rojstva. Alberiku III., ki je bil "comes sacri Lateranensis Palatii" ( grof svete Lateranske palače), so se rodili štirje sinovi: Teofilatto, Gregorio, Pietro in Ottaviano, ki jih navaja v tem redu neka darovnica, ki so jo namenili 18. septembra 1055 samostanu SS. Cosma e Damiano. V istem vrstnem redu so zadnji trije sinovi omenjeni tudi v neki listini z dne 9. januarja 1056, ki se nanaša na obhajanje svetih maš za pokoj duše Benedikta IX. Prva listina pa ne namerava podajati resničnega vrstnega reda, ko da bi bil Teofilakt prvorojenec; na prvem mestu ga omenja, “kolikor ga je krasilo papeško dostojanstvo” 

## Papež
S Sergijevo smrtjo je prenehala tudi vladavina Krescencijev; oblast nad Rimom so prevzeli njihovi tekmeci Tuskulski grofje ter jo obdržali do 1044. V tem času so postavili tri papeže svojega rodu: prvi je bil Benedikt VIII., drugi  Janez XIX., tretji pa Benedikt IX. s svojimi rekordnimi tremi prekinjenimi papeškimi mandatnimi obdobji, ki so nekaj edinstvenega v cerkveni zgodovini. 

### Prvo obdobje
Teofilakt je bil star okrog 20 let, ko je postal papež. Če vzamemo starost desetih do dvanajstih let ob izvolitvi za papeža kot zlobno podtikanje njegovih nasprotnikov, je bil po najnovejših dognanjih ob izvolitvi star najmanj 18 let, a po vsej verjetnosti že 25 let – kar je seveda za kanonično dobo še vedno premalo.  Morda torej Teofilakt ni bil papež-otrok, kot še danes beremo; gotovo pa je bil eden najmlajših, ki so predsedovali Rimski Cerkvi. Po najnovejših preučevanjih bi moral imeti leta 1032 okrog 25 let – kar je za tako visoko in pomembno službo odločno nezrela doba. 

Kot nečak Benedikta VIII. in Janeza XIX. je bil 21. oktobra 1032 izvoljen (prvič) za papeža po posredovanju svojega očeta Alberika in tako postal tretji papež iz vrste tuskulskih grofov, z imenom Benedikt IX. Zgodovinarji menijo, da je do tega prišlo s pomočjo podkupovanja, obljub in groženj, s čimer mu je oče zagotovil papeški sedež. Verjetno ni bil niti laik, ker sodobni viri te pomanjkljivosti ne omenjajo, ampak klerik. Ustoličili so ga takoj naslednji dan, 22. oktobra.

Benedikt je po naključju za las ušel zaroti, ki so jo skovali zoper njega; hoteli so ga umoriti 29. junija 1033, ko je slovesno maševal na praznik sv. Petra. Naravni pojav sončnega mrka pa mu je rešil življenje: ko je sonce potemnelo, je zavladal splošen preplah in so zarotniki preplašeni pobegnili.

Glabrovo  poročanje, da so ga iz Rima pregnali vstajniki že 1036, a da se je vrnil s pomočjo svetorimskega cesarja Konrada II., ne bo držalo; saj 1036 cesarja ni bilo v Italiji, pa se papež k njemu ni mogel zateči. Je pa papež leto pozneje odstavil milanskega nadškofa Ariberta (Ariberto d'Intimiano), ki se je pokazal sovražnega nasproti cesarju v bojih med plemstvom. 

Izgnal je tudi škofa iz Piacenze in Cremone z njunih sedežev in sicer na pobudo sv. Petra Damjanskega, ker so ju osumili simonije. Prav tako je cesar odstavil milanskega nadškofa Ariberta, katerega je leto prej papež izobčil. 
Škof iz Piacenze pa je v povračilo obtožil Benedikta "za mnogo nizkotnih prešuštev in umorov, ki jih je opravil z lastnimi rokami".
Kot papež je bil tesno povezan s cesarjem Konradom II., z njim se je 1037 in 1038 srečal v severni Italiji.

Leta 1044 so Krescenciji v Rimu dvignili upor, Benedikta pregnali in postavili protipapeža Silvestra III., ki pa ga papeški katalogi računajo za zakonitega papeža.

### Drugo obdobje
Marca 1045 se je Benedikt vrnil v Rim in Silvestra izgnal, dva meseca kasneje pa je papeško službo za tisoč zlatnikov  prodal svojemu krstnemu botru, duhovniku Gracijanu, ki je postal papež pod imenom  Gregor VI.. Eni pravijo, da je to storil zato, »ker je bil nepismen« (»cum esset rudis litterarum«) ; drugi pa menijo, da zato, »ker se je hotel poročiti z neko rimsko deklino iz družine Sago« . Papeža Gregorja torej po pravici obtožujejo simonije; drugi pa menijo, da je s tem hotel rešiti Cerkev nadaljnjega poniževanja, ki ji ga je prineslo neprimerno Benediktovo življenje. 

V novem uporu proti Benediktu IX., ki ga je vodil konzul Ptolomej (Ptolomeus, Ptolomeo), so Krescenciji za novega papeža postavili škofa Janeza iz Sabine, ki si je privzel ime Silvester III. Že po nekaj mescih ga je Benedikt izgnal iz Rima. V ta nered je posegel nemški kralj Henrik III. (1039-1056), sam močno povezan s klinijskim prenovitvenim gibanjem. Sklical je sinodo v Sutriju, ki je 20. decembra 1046 odstavila papeža Gregorja VI. in protipapeža Silvestra III.; rimska sinoda 23. decembra 1046 pa je odstavila še Benedikta IX. Tako je bil pripravljen prostor za novega papeža, ki pa bo edini.

### Tretje obdobje
Novembra 1047 se je Benedikt IX. še tretjič vrnil v Rim in ostal na papeškem prestolu do 16. julija 1048, ko ga je iz mesta dokončno pregnal cesarjev mejni grof Bonifacij iz Toskane. 

### Dela
- »Documenta Catholica Omnia« (v latinščini). Cooperatorum Veritatis Societatis. 2006. Pridobljeno 6. decembra 2011.

1. Simona Sirakuškega, škofa v Trèvesu, ki je umrl 1035, je razglasil 25. decembra 1041 za svetnika z bulo "archiepiscopis, sacerdotibus et universo clero cunctisque populis tam regni Teutonici quam etiam quaruncunque nationum vel linguarum" [16].
2. Benedikt IX. je imenoval med svojim trojnim vladanjem 39 kardinalov v 6 konzistorijih. [17]
3. Na Ogrskem se je Samuel uprl zoper Petra, ki so ga obtoževali, da se je obdal s samimi tujci in sicer s »klepetavimi Italijani« in z »rjovečimi Nemci«. Novi kralj je bil tudi še mlad in manj strpen ter razgledan od Štefana, zato je bila marsikatera njegova odločitev prenagljena. Čeprav je bil pobožen kristjan, je odpuščal škofe in si prilaščal cerkvene dohodke, zato je bil v sporu s Cerkvijo. Ljudi je pa najbolj motilo, da je dvigoval davke. Ko se je Peter zatekel po pomoč k cesarju in papežu, je le-ta izobčil zarotnike 1043 in podpiral svetorimskega cesarja Henrika, ki je Madžare premagal 1044 in vrnil Petra na prestol. [4]
4. Potrdil je na njunem sedežu ostrogonska nadškofa Dominika in Benedikta [18], kakor tudi 1042 ozerovskega škofa Lovrenca [19] [20]
5. Palij je poslal trem metropolitom in končno uredil prepir med oglejskim in gradeškim patriarhom.
6. Poljskega kneza Kazimira [21] je odvezal od redovniških zaobljub in diakonskega celibata, da je lahko ohranil rodbino Pjastovičev.
7. 1036 je sklical sinodo v Rimu, kjer se je škof iz Perugie odpovedal trem samostanom v papeževo korist. [22]
8. Od Benedikta IX. naprej imajo papeži svoj lastni grb.
9. V	njegovem času se je v južni Franciji začelo uveljavljati gibanje Božji mir (Treuga Dei): škofje iz Provanse so ga 1040 razglasili v Arlesu. Čeprav nekateri viri omenjajo, ni verjetno, da se je tega zasedanja udeležil tudi papež.

Božji mir je brzdal plemiško bojevitost in je zahteval: Medsebojna obračunavanja med fevdalci morajo biti omejena na določene dni; od srede zvečer do ponedeljka zjutraj, ob praznikih, pa tudi v postu in adventu – mora orožje molčati; letno je bilo tako bojevanje skrčeno na 90 dni. Sinodi v Nici in Montriondu pri Lozani pa sta ga uzakonili. Veliko podporo mu je dajalo klinijsko gibanje. 
1. Benedikt IX. je podpiral meniške redove. [9]
2. Sveta Ema Krška je na svojih posestvih zgradila več cerkva in zanje 1043 dosegla krstne in pogrebne pravice; tako so te cerkve postale župnijska središča. Na Krki na Koroškem je postavila samostan in cerkev za benediktinke; cerkev je posvetil salzburški nadškof Baldvin (1041–1060) 15. avgusta 1043. [15]

## Smrt in spomin

### Odstavljen od papeštva
Desiderio di Montecassino govori o splošnem zaničevanju, ki je zajelo ljudstvo, ko je zdaj Benedikt prišel na slab glas, "quia voluptati deditus, ut Epicurus magis quam ut pontifex vivere malebat" . Ne izključuje posredovanje oseb v njegovi bližini, ki naj bi Teofilaktu svetovale, naj odstopi. Luca di Grottaferrata v svojem spisu ΒίοϚ καὶ πολιτεία τοῦ ὁσίου πατρὸϚ ἠμῶν Βαρθολομαίου τοῦ νέου τῆϚ ΚρυπτοϕέρρηϚ govori prav o nasvetu, ki naj bi ga Bartolomeo dal papežu, naj odstopi, da bi tako odpravil kakršenkoli razlog za pohujšanje: in Benedikt je to tudi storil. Vstopil je v samostan Grottaferrata in tam živel spokorno do svoje smrti.

Nekateri viri poročajo, da ga je sveti opat Bartolomej  prepričal tudi, naj se popolnoma odpove papeštvu, ki ga ni vreden, ter se posveti življenju v zadoščevanju; Benedikt ga je poslušal in se iskreno spovedal, se spravil z Bogom, ter začel delati pokoro za svoje lahkomiselnosti.  

Benedikt je torej umrl po kratkem obdobju premišljevanja in pokore. Drugi viri pa nasprotno pravijo, da se je Teofilakt še naprej predstavljal kot papež in da je nadaljeval prizadevanja, da bi se zopet povzpel na papeški prestol ter je pošiljal grožnje in izobčenja tako zoper Damaza kot Leona, ter da je nenadoma umrl pod Viktorjem. 

### Smrt
Umrl je med 18. septembrom 1055 ter 9. januarjem 1056 v Grottaferrati, samostanu jugovzhodno od Rima (Papeška država, Sveto rimsko cesarstvo; danes: Italija), kjer je tudi pokopan. Tam obstaja tudi epitaf – plošča, ki je vzidana v cerkveno steno.  Drugi trdijo, da je umrl šele 1085 pod Gregorjem VII.. 

### Nagrobni napis
Dan njegove smrti je negotov. Izročilo pa, ki izhaja od opata Luka – ki je umrl okrog leta 1085 – ve povedati, da se je “mladostniški papež odvrnil od svojega greha in prišel k četrtemu grottaferratskemu opatu, sv. Jerneju (Bartholomeo), za ozdravitev svojih neredov.” Jernej mu je svetoval, naj se odpove papeštvu, kar je napravil ter preživel ostanek svojega življenja spokorno v opatiji. 

4. marca 1739 so našli umetniško okrašeno nagrobno ploščo pod pločnikom s sliko in mozaikom grba družine Conti, ki je izhajala iz papeževega spomenika iz 12. stoletja. Le-to so postavili v zid opatije, toda uničilo jo je zavezniško bombardiranje med Drugo svetovno vojno. Nagrobni napis v belem marmorju je bil postavljen blizu tretjega stebra na desni strani glavne ladje in se glasi:
| Sepulcrum/Benedicti IX./P.M. (latinski izvirnik) | Grob Benedikta IX., najvišjega duhovnika (slovenski prevod) |
| --- | --- |
| "Lapis sepulcralis Benedicti IX Pont. Max. gentilitio stemmate et sacris emblematis insignis ne pene detritus absumeretur omnino et vendicatum ejusd. Pont. nomen oblivioni daretur e tumulo areae Vermiculatae proximo ad laevam templi ubi marmor signatum conspicitur anno jubilaei MDCCL huc translatus jussu emi. d. card. Guadagni commendatarii urbis vic. et epics. Tusculani" | "Nagrobni kamen Benedikta IX., vrhovnega duhovnika plemenitega porekla in okrašenega s svetimi znamenji. Da ne bi bilo mogoče v celoti uničiti (njegovega spomina) in da se ime tega papeža ne bi izgubilo v pozabo, je bilo prenešeno (truplo) iz groba blizu območja Vermiculate na levo stran cerkve, kjer je z marmorjem zapečateno. Občudovali so ga (romarji) v svetem letu 1750. Na ta kraj je bil prestavljen po naročilu uglednega gospoda kardinala Guadagna, papeževega tajnika, mestnega župana ter tuskulskeg škofa." |

### Benediktov rodovnik
|                                                       |                                                       |                                                       |                                                       |                                                       |                                                       |  |  |                                       |                                       |                                       |                                       |                                       |                                       | Teofilakt I., tuskulski grof 864–924 | Teofilakt I., tuskulski grof 864–924 | Teofilakt I., tuskulski grof 864–924 | Teofilakt I., tuskulski grof 864–924 | Teofilakt I., tuskulski grof 864–924 | Teofilakt I., tuskulski grof 864–924 |                                    |                                    | Teodora         | Teodora         | Teodora                        | Teodora                        | Teodora                        | Teodora                        |                                |                                |                             |                             |                             |                             |  |  |  |  |  |  |  |  |  |  |  |  |  |  |
|                                                       |                                                       |                                                       |                                                       |                                                       |                                                       |  |  |                                       |                                       |                                       |                                       |                                       |                                       | Teofilakt I., tuskulski grof 864–924 | Teofilakt I., tuskulski grof 864–924 | Teofilakt I., tuskulski grof 864–924 | Teofilakt I., tuskulski grof 864–924 | Teofilakt I., tuskulski grof 864–924 | Teofilakt I., tuskulski grof 864–924 |                                    |                                    | Teodora         | Teodora         | Teodora                        | Teodora                        | Teodora                        | Teodora                        |                                |                                |                             |                             |                             |                             |  |  |  |  |  |  |  |  |  |  |  |  |  |  |
|                                                       |                                                       |                                                       |                                                       |                                                       |                                                       |  |  |                                       |                                       |                                       |                                       |                                       |                                       |                                      |                                      |                                      |                                      |                                      |                                      |                                    |                                    |                 |                 |                                |                                |                                |                                |                                |                                |                             |                             |                             |                             |  |  |  |  |  |  |  |  |  |  |  |  |  |  |
| Hugo Italijanski 887-924-948 (tudi poročen z Marozio) | Hugo Italijanski 887-924-948 (tudi poročen z Marozio) | Hugo Italijanski 887-924-948 (tudi poročen z Marozio) | Hugo Italijanski 887-924-948 (tudi poročen z Marozio) | Hugo Italijanski 887-924-948 (tudi poročen z Marozio) | Hugo Italijanski 887-924-948 (tudi poročen z Marozio) |  |  | Alberik I. Spoletski (grof) d. 925    | Alberik I. Spoletski (grof) d. 925    | Alberik I. Spoletski (grof) d. 925    | Alberik I. Spoletski (grof) d. 925    | Alberik I. Spoletski (grof) d. 925    | Alberik I. Spoletski (grof) d. 925    |                                      |                                      |                                      |                                      | Marozia 890–937                      | Marozia 890–937                      | Marozia 890–937                    | Marozia 890–937                    | Marozia 890–937 | Marozia 890–937 |                                |                                |                                |                                | Sergij III. (papež) 904–911    | Sergij III. (papež) 904–911    | Sergij III. (papež) 904–911 | Sergij III. (papež) 904–911 | Sergij III. (papež) 904–911 | Sergij III. (papež) 904–911 |  |  |  |  |  |  |  |  |  |  |  |  |  |  |
| Hugo Italijanski 887-924-948 (tudi poročen z Marozio) | Hugo Italijanski 887-924-948 (tudi poročen z Marozio) | Hugo Italijanski 887-924-948 (tudi poročen z Marozio) | Hugo Italijanski 887-924-948 (tudi poročen z Marozio) | Hugo Italijanski 887-924-948 (tudi poročen z Marozio) | Hugo Italijanski 887-924-948 (tudi poročen z Marozio) |  |  | Alberik I. Spoletski (grof) d. 925    | Alberik I. Spoletski (grof) d. 925    | Alberik I. Spoletski (grof) d. 925    | Alberik I. Spoletski (grof) d. 925    | Alberik I. Spoletski (grof) d. 925    | Alberik I. Spoletski (grof) d. 925    |                                      |                                      |                                      |                                      | Marozia 890–937                      | Marozia 890–937                      | Marozia 890–937                    | Marozia 890–937                    | Marozia 890–937 | Marozia 890–937 |                                |                                |                                |                                | Sergij III. (papež) 904–911    | Sergij III. (papež) 904–911    | Sergij III. (papež) 904–911 | Sergij III. (papež) 904–911 | Sergij III. (papež) 904–911 | Sergij III. (papež) 904–911 |  |  |  |  |  |  |  |  |  |  |  |  |  |  |
|                                                       |                                                       |                                                       |                                                       |                                                       |                                                       |  |  |                                       |                                       |                                       |                                       |                                       |                                       |                                      |                                      |                                      |                                      |                                      |                                      |                                    |                                    |                 |                 |                                |                                |                                |                                |                                |                                |                             |                             |                             |                             |  |  |  |  |  |  |  |  |  |  |  |  |  |  |
|                                                       |                                                       |                                                       |                                                       |                                                       |                                                       |  |  |                                       |                                       |                                       |                                       |                                       |                                       |                                      |                                      |                                      |                                      |                                      |                                      |                                    |                                    |                 |                 |                                |                                |                                |                                |                                |                                |                             |                             |                             |                             |  |  |  |  |  |  |  |  |  |  |  |  |  |  |
| Alda Viennska                                         | Alda Viennska                                         | Alda Viennska                                         | Alda Viennska                                         | Alda Viennska                                         | Alda Viennska                                         |  |  | Alberik II. Spoletski 905–954         | Alberik II. Spoletski 905–954         | Alberik II. Spoletski 905–954         | Alberik II. Spoletski 905–954         | Alberik II. Spoletski 905–954         | Alberik II. Spoletski 905–954         |                                      |                                      | David ali Deodat                     | David ali Deodat                     | David ali Deodat                     | David ali Deodat                     | David ali Deodat                   | David ali Deodat                   |                 |                 | Janez XI. (papež) 931–935      | Janez XI. (papež) 931–935      | Janez XI. (papež) 931–935      | Janez XI. (papež) 931–935      | Janez XI. (papež) 931–935      | Janez XI. (papež) 931–935      |                             |                             |                             |                             |  |  |  |  |  |  |  |  |  |  |  |  |  |  |
| Alda Viennska                                         | Alda Viennska                                         | Alda Viennska                                         | Alda Viennska                                         | Alda Viennska                                         | Alda Viennska                                         |  |  | Alberik II. Spoletski 905–954         | Alberik II. Spoletski 905–954         | Alberik II. Spoletski 905–954         | Alberik II. Spoletski 905–954         | Alberik II. Spoletski 905–954         | Alberik II. Spoletski 905–954         |                                      |                                      | David ali Deodat                     | David ali Deodat                     | David ali Deodat                     | David ali Deodat                     | David ali Deodat                   | David ali Deodat                   |                 |                 | Janez XI. (papež) 931–935      | Janez XI. (papež) 931–935      | Janez XI. (papež) 931–935      | Janez XI. (papež) 931–935      | Janez XI. (papež) 931–935      | Janez XI. (papež) 931–935      |                             |                             |                             |                             |  |  |  |  |  |  |  |  |  |  |  |  |  |  |
|                                                       |                                                       |                                                       |                                                       |                                                       |                                                       |  |  |                                       |                                       |                                       |                                       |                                       |                                       |                                      |                                      |                                      |                                      |                                      |                                      |                                    |                                    |                 |                 |                                |                                |                                |                                |                                |                                |                             |                             |                             |                             |  |  |  |  |  |  |  |  |  |  |  |  |  |  |
|                                                       |                                                       |                                                       |                                                       |                                                       |                                                       |  |  |                                       |                                       |                                       |                                       |                                       |                                       |                                      |                                      |                                      |                                      |                                      |                                      |                                    |                                    |                 |                 |                                |                                |                                |                                |                                |                                |                             |                             |                             |                             |  |  |  |  |  |  |  |  |  |  |  |  |  |  |
| Gregor I. Tuskulski (grof)                            | Gregor I. Tuskulski (grof)                            | Gregor I. Tuskulski (grof)                            | Gregor I. Tuskulski (grof)                            | Gregor I. Tuskulski (grof)                            | Gregor I. Tuskulski (grof)                            |  |  | Janez XII. (papež) 955–964            | Janez XII. (papež) 955–964            | Janez XII. (papež) 955–964            | Janez XII. (papež) 955–964            | Janez XII. (papež) 955–964            | Janez XII. (papež) 955–964            |                                      |                                      | Benedikt VII. (papež) 974-983        | Benedikt VII. (papež) 974-983        | Benedikt VII. (papež) 974-983        | Benedikt VII. (papež) 974-983        | Benedikt VII. (papež) 974-983      | Benedikt VII. (papež) 974-983      |                 |                 |                                |                                |                                |                                |                                |                                |                             |                             |                             |                             |  |  |  |  |  |  |  |  |  |  |  |  |  |  |
| Gregor I. Tuskulski (grof)                            | Gregor I. Tuskulski (grof)                            | Gregor I. Tuskulski (grof)                            | Gregor I. Tuskulski (grof)                            | Gregor I. Tuskulski (grof)                            | Gregor I. Tuskulski (grof)                            |  |  | Janez XII. (papež) 955–964            | Janez XII. (papež) 955–964            | Janez XII. (papež) 955–964            | Janez XII. (papež) 955–964            | Janez XII. (papež) 955–964            | Janez XII. (papež) 955–964            |                                      |                                      | Benedikt VII. (papež) 974-983        | Benedikt VII. (papež) 974-983        | Benedikt VII. (papež) 974-983        | Benedikt VII. (papež) 974-983        | Benedikt VII. (papež) 974-983      | Benedikt VII. (papež) 974-983      |                 |                 |                                |                                |                                |                                |                                |                                |                             |                             |                             |                             |  |  |  |  |  |  |  |  |  |  |  |  |  |  |
|                                                       |                                                       |                                                       |                                                       |                                                       |                                                       |  |  |                                       |                                       |                                       |                                       |                                       |                                       |                                      |                                      |                                      |                                      |                                      |                                      |                                    |                                    |                 |                 |                                |                                |                                |                                |                                |                                |                             |                             |                             |                             |  |  |  |  |  |  |  |  |  |  |  |  |  |  |
| Benedikt VIII. (papež) papež 1012–1024                | Benedikt VIII. (papež) papež 1012–1024                | Benedikt VIII. (papež) papež 1012–1024                | Benedikt VIII. (papež) papež 1012–1024                | Benedikt VIII. (papež) papež 1012–1024                | Benedikt VIII. (papež) papež 1012–1024                |  |  | Alberik III. Tuskulski (grof) u. 1044 | Alberik III. Tuskulski (grof) u. 1044 | Alberik III. Tuskulski (grof) u. 1044 | Alberik III. Tuskulski (grof) u. 1044 | Alberik III. Tuskulski (grof) u. 1044 | Alberik III. Tuskulski (grof) u. 1044 |                                      |                                      | Janez XIX. (papež) papež 1024–1032   | Janez XIX. (papež) papež 1024–1032   | Janez XIX. (papež) papež 1024–1032   | Janez XIX. (papež) papež 1024–1032   | Janez XIX. (papež) papež 1024–1032 | Janez XIX. (papež) papež 1024–1032 |                 |                 |                                |                                |                                |                                |                                |                                |                             |                             |                             |                             |  |  |  |  |  |  |  |  |  |  |  |  |  |  |
| Benedikt VIII. (papež) papež 1012–1024                | Benedikt VIII. (papež) papež 1012–1024                | Benedikt VIII. (papež) papež 1012–1024                | Benedikt VIII. (papež) papež 1012–1024                | Benedikt VIII. (papež) papež 1012–1024                | Benedikt VIII. (papež) papež 1012–1024                |  |  | Alberik III. Tuskulski (grof) u. 1044 | Alberik III. Tuskulski (grof) u. 1044 | Alberik III. Tuskulski (grof) u. 1044 | Alberik III. Tuskulski (grof) u. 1044 | Alberik III. Tuskulski (grof) u. 1044 | Alberik III. Tuskulski (grof) u. 1044 |                                      |                                      | Janez XIX. (papež) papež 1024–1032   | Janez XIX. (papež) papež 1024–1032   | Janez XIX. (papež) papež 1024–1032   | Janez XIX. (papež) papež 1024–1032   | Janez XIX. (papež) papež 1024–1032 | Janez XIX. (papež) papež 1024–1032 |                 |                 |                                |                                |                                |                                |                                |                                |                             |                             |                             |                             |  |  |  |  |  |  |  |  |  |  |  |  |  |  |
|                                                       |                                                       |                                                       |                                                       |                                                       |                                                       |  |  |                                       |                                       |                                       |                                       |                                       |                                       |                                      |                                      |                                      |                                      |                                      |                                      |                                    |                                    |                 |                 |                                |                                |                                |                                |                                |                                |                             |                             |                             |                             |  |  |  |  |  |  |  |  |  |  |  |  |  |  |
| vojvoda Peter Rimski                                  | vojvoda Peter Rimski                                  | vojvoda Peter Rimski                                  | vojvoda Peter Rimski                                  | vojvoda Peter Rimski                                  | vojvoda Peter Rimski                                  |  |  | Gaius                                 | Gaius                                 | Gaius                                 | Gaius                                 | Gaius                                 | Gaius                                 |                                      |                                      | Octavianus                           | Octavianus                           | Octavianus                           | Octavianus                           | Octavianus                         | Octavianus                         |                 |                 | Benedikt IX. (papež) 1032–1048 | Benedikt IX. (papež) 1032–1048 | Benedikt IX. (papež) 1032–1048 | Benedikt IX. (papež) 1032–1048 | Benedikt IX. (papež) 1032–1048 | Benedikt IX. (papež) 1032–1048 |                             |                             |                             |                             |  |  |  |  |  |  |  |  |  |  |  |  |  |  |

### Benediktovo družinsko deblo
| Papež Benedikt IX. | oče: Alberico III. di Tuscolo | očetov dedek: Gregorio I. di Tuscolo | očetov pradedek: Alberico II. di Spoleto | očetov prapradedek: Alberico I. di Spoleto       |
| Papež Benedikt IX. | oče: Alberico III. di Tuscolo | očetov dedek: Gregorio I. di Tuscolo | očetov pradedek: Alberico II. di Spoleto | očetova praprababica: Marozia, kraljica Italije  |
| Papež Benedikt IX. | oče: Alberico III. di Tuscolo | očetov dedek: Gregorio I. di Tuscolo | očetova prababica: Stefania Crescenzi    | očetov prapradedek: Giovanni Crescenzi I.        |
| Papež Benedikt IX. | oče: Alberico III. di Tuscolo | očetov dedek: Gregorio I. di Tuscolo | očetova prababica: Stefania Crescenzi    | očetova praprababica: Teodora II. dei Teofilatti |
| Papež Benedikt IX. | oče: Alberico III. di Tuscolo | očetova babica: Maria                | očetov pradedek: ?                       | očetov prapradedek: ?                            |
| Papež Benedikt IX. | oče: Alberico III. di Tuscolo | očetova babica: Maria                | očetov pradedek: ?                       | očetova praprababica: ?                          |
| Papež Benedikt IX. | oče: Alberico III. di Tuscolo | očetova babica: Maria                | očetova babica: ?                        | očetov prapradedek: ?                            |
| Papež Benedikt IX. | oče: Alberico III. di Tuscolo | očetova babica: Maria                | očetova babica: ?                        | očetova praprababica: ?                          |
| Papež Benedikt IX. | mati: Ermelina                | materin dedek: ?                     | materin pradedek: ?                      | materin prapradedek: ?                           |
| Papež Benedikt IX. | mati: Ermelina                | materin dedek: ?                     | materin pradedek: ?                      | materina praprababica: ?                         |
| Papež Benedikt IX. | mati: Ermelina                | materin dedek: ?                     | materina prababica: ?                    | materin prapradedek: ?                           |
| Papež Benedikt IX. | mati: Ermelina                | materin dedek: ?                     | materina prababica: ?                    | materina praprababica: ?                         |
| Papež Benedikt IX. | mati: Ermelina                | materina babica: ?                   | materin pradedek: ?                      | materin prapradedek: ?                           |
| Papež Benedikt IX. | mati: Ermelina                | materina babica: ?                   | materin pradedek: ?                      | materina praprababica: ?                         |
| Papež Benedikt IX. | mati: Ermelina                | materina babica: ?                   | materina prababica: ?                    | materin prapradedek: ?                           |
| Papež Benedikt IX. | mati: Ermelina                | materina babica: ?                   | materina prababica: ?                    | materina praprababica: ?                         |

### Spomin
1. Papeževanje Benedikta IX. navajajo vsa zgodovinska dela, bolj ali manj razširjena, ki se ukvarjajo z manj zaslužnimi Petrovimi nasledniki. Navdihnil je celo sodoben roman, ki ga je napisal italijanski pisatelj Rosso [31]z izredno vzemirljivim naslovom: Il trono della bestia[32] [33]
2. Peter Prange, Il papa bambino, Newton & Compton]], 2013. ISBN: 9788854159662 – To je na zelo romantičen način obdelan življenjepis papeža Benedikta IX., ki je preveden v 24 jezikov. Kratka vsebina: Mladi Teofilakt se zaljubi v lepo Chiaro di Sasso; ker pa želi obnoviti Cerkev, se ljubezni odpove, vstopi v cerkveno službo kot menih in duhovnik, ter končno postane v rosnih mladih letih še papež. Proti pričakovanju se spopada z mnogimi nasprotovanji, zlasti od svojih najbližjih sodelavcev. Ko spozna, da svojih ciljev ne bo mogel uresničiti, se odpove papeštvu in preda grehu. Na koncu umrje kot spokornik.[34]

### Ocena
- Podoba njegove osebe in vladanja ostaja nejasna. Drži sicer, da je bil manj dostojen za svojo visoko službo od svojih predhodnikov; da pa je bil ob nastopu star komaj 12 let in da je bil skupek nravne pokvarjenosti, ne drži – ampak je to iznajdba poznejših avtorjev. [35]
- »Železno stoletje« - imenovano danes večinoma »Mračno stoletje« - je bilo res zadosti temno; toda od resničnosti so še temnejše barve, s katerimi ga »opisujejo od strastnosti in maščevalnosti prevzeti Liutprand, in po njegovih zabeležkah napisane Magdeburške centurije [36][37], ki so očrnile katoliško Cerkev - skozi celotno delo se kot rdeča nit plete protipapeška ost; podobno pa je pisal pa tudi črnogledi Baronius [38]. Hefele [39] izreka o njih ostro sodbo: »Izkušnja dokazuje, da je človek nagnjen k temu, da bi kako dobo, ki je ne pozna zadosti, čim bolj črno predstavil in tako preslikal v tisto dobo temino, ki vlada v njegovi glavi.« Smemo trditi, da tako stojimo s papeško zgodovino, ki sega od vladanja Janeza VIII. pa vse do Klemena II. (872–1047). O tem času so nekdaj znali pisati le slabe in sramotne zadeve. V nasprotju s tem pa je napredujoča zgodovinska znanost mnogo podtikanj in klevet nedvomno z dokazi zavrgla ter postavila ne le eno osebnost srednjega veka v čisto luč. [40]